# Spirit: Stallion of the Cimarron
Spirit: Stallion of the Cimarron is een Amerikaanse animatiefilm van DreamWorks uit 2002. De animatie is deels getekend en deels computergegenereerd. De muziek is van Hans Zimmer en Bryan Adams.

## Verhaal
Spirit is een wilde mustanghengst die de leider is van een kudde paarden in de vrije natuur, tijdens de vroege jaren van de Verenigde Staten. Op een avond hoort hij een vreemd geluid in de verte en ziet hij een klein lichtje branden. Daarom gaat Spirit op onderzoek uit en geeft hij zijn moeder de taak om zolang op de kudde te passen. Wanneer hij arriveert, ontmoet hij voor het eerst mensen. Deze mensen hebben paarden, die ze gebruiken om erop te rijden. Dit vindt Spirit maar raar. De paarden proberen hem te waarschuwen dat hij moet vluchten, maar hij is te nieuwsgierig waardoor hij gevangen wordt genomen. Deze mannen verkopen hem aan het Amerikaanse leger, dat op dat moment een oorlog voert tegen de indianen.
Spirit is een sterk en wild paard en de mannen van het leger krijgen hem niet onder controle. Bij elke situatie vindt Spirit wel een manier om de soldaten te treiteren. Ook de kolonel krijgt geen controle over Spirit en hij besluit Spirit te straffen door hem drie dagen lang vast te binden aan een paal zonder water en eten, in de hoop dat Spirit zou breken en luisteren. Tijdens deze dagen wordt er een indiaan van het volk de Lakota gevangengenomen, genaamd Little Creek, en ook aan een paal gebonden, vlak bij Spirit in de buurt. Ook hij krijgt geen water en eten. De Lakota-indiaan probeert Spirits aandacht te trekken, maar Spirit doet lelijk terug en draait zijn kont naar Little Creek toe. Als de drie dagen voorbij zijn, zadelen ze Spirit opnieuw op en probeert de kolonel Spirit te berijden. Spirit doet zijn best om de kolonel van zijn rug te gooien, maar slaagt hier niet in. Uiteindelijk is hij te uitgeput om de kolonel van zijn rug af te schudden. Even lijkt het erop dat Spirit verslagen is, maar schijn bedriegt. Plotseling staat hij stil en slaat hij helemaal los. Hij rukt het zadel los en gooit de kolonel door de lucht, die hard op de grond terechtkomt. Nu is de kolonel het zat en wil hij het paard executeren. Op het nippertje krijgt Little Creek het touw los waarmee hij aan de paal vastgebonden zat en ontsnapt hij samen met Spirit en alle andere paarden.
Little Creek neemt Spirit mee naar zijn dorp en wil de hengst temmen, wat hem echter ook niet lukt. Dan wordt Spirit verliefd op de Lakota's paintmerrie Rain. Dit ontdekt Little Creek en hij bindt ze samen vast aan een touw, in de hoop dat Rain de roekeloze hengst iets kan leren. Uiteindelijk krijgen de Lakota en de hengst een goede vriendschappelijke band, en laat hij Spirit vrij. Spirit rent naar zijn grote liefde Rain toe, en wil haar overtuigen om met hem mee te gaan naar zijn kudde. 
Hij krijgt dit voor elkaar, maar dan valt het leger onder leiding van de kolonel het indianendorp aan. Rain rent terug naar het dorp om Little Creek te helpen, maar ze wordt neergeschoten door de kolonel en valt in de rivier. Ook Little Creek dreigt neergeschoten te worden door de kolonel, maar Spirit redt zijn leven door het geweer weg te duwen. Meteen daarna gaat de hengst achter Rain aan om haar te redden. Spirit springt in het water, maar hij is te laat en samen vallen ze van een waterval af. Spirit overleeft de val en vindt Rain, die gewond op de oeverrand ligt. De hele nacht blijft hij naast haar liggen om haar bescherming te bieden.
De volgende ochtend worden ze gevonden door het leger en Spirit wordt opnieuw door het leger gevangengehouden. Rain nemen ze niet mee, want dat zou ze niet overleven. Spirit wordt gedwongen om als werkpaard te werken. Samen met andere trekpaarden moeten ze een trein over een berg slepen, maar als Spirit erachter komt dat het spoor naar zijn kudde toe leidt, bedenkt hij een plannetje en doet hij alsof hij dood neergevallen is. De soldaten controleren hem en slepen hem daarna weg. Hij weet de ketting om zijn hoeven los te schoppen en ontsnapt opnieuw. Hij bevrijdt de andere trekpaarden, maar krijgt weer een ketting om zijn hals heen. Dat houdt hem niet tegen, de trein schuift de berg af naar beneden en ontploft. Terwijl Spirit vlucht, woedt er een grote bosbrand die hem omsingelt. Zijn enige vluchtroute die nog over is, is over een grote boomstam heen springen. Dit doet hij, maar door de ketting die hij nog steeds om heeft komt hij vast te zitten. Alle hoop lijkt verloren, totdat Little Creek de hengst vindt en hem bevrijdt. Samen ontsnappen ze aan de bosbrand.
De volgende dag wordt Spirit wakker en wordt hij herenigd met Little Creek. Deze ontmoeting wordt echter verstoord door de kolonel en zijn mannen. Little Creek beveelt Spirit om te vluchten, maar Spirit rent terug en neemt Little Creek op zijn rug en ze proberen te vluchten. Het leger lijkt ze in de val te drijven, wat mislukt doordat Spirit een verre, onmogelijke sprong over een ravijn weet te nemen. Uit respect voor deze spectaculaire sprong besluit de kolonel om het schieten te staken en zich terug te trekken.
Spirit rent met Little Creek op zijn rug terug naar het indianendorp, waar ze Rain levend en wel terugvinden en herenigd worden. Dit is pas het moment waarop Little Creek de hengst zijn naam geeft: Spirit, hij die niet te temmen is. Little Creek geeft Spirit en Rain hun vrijheid en ze vertrekken naar de kudde van Spirit.

## Rolverdeling
| Acteur            | Personage          |
| ----------------- | ------------------ |
| Matt Damon        | Spirit, voice-over |
| James Cromwell    | De kolonel         |
| Daniel Studi      | Little Creek       |
| Chopper Bernet    | Sergeant Adams     |
| Jeff LeBeau       | Murphy             |
| John Rubano       | Soldaat            |
| Richard McGonagle | Bill               |
| Matt Levin        | Joe                |
| Adam Paul         | Pete               |
| Charles Napier    | Roy                |

## Nederlandse cast
| Acteur            | Personage             |
| ----------------- | --------------------- |
| Antonie Kamerling | Spirit, voice-over    |
| Ruurd Boes        | Liedjes gezongen door |
| Arnold Gelderman  | De kolonel            |
| Hugo Metsers      | Kleine Kreek          |

Overige stemmen: Fred Meijer, Erik de Vries, Victor van Swaay, Luk Van Mello, Jeroen van Delft, Wirtz Bart, Frans Limburg, Jascha Hoogendijk, Stan Limburg, Fred Butter, Just Meijer, Daan Ekkel, Erik Koningsberger, Linsey Omanette & Tim Gunther
Studio: Meta Sound Studios
Regie dialoog: Arnold Gelderman
Regie liedjes: Lisa Boray
Vertaling dialoog: Jan Derk Beck
Vertaling liedjes: Paul Passchier

## Muziek
De soundtrack van de film Spirit: Stallion of the Cimarron van Bryan Adams en Hans Zimmer bevat:
1. Here I Am (End Title) (4:44)
2. I Will Always Return (3:58)
3. You Can't Take Me (2:56)
4. Get Off My Back (2:50)
5. Brothers Under the Sun (3:57)
6. Don't Let Go (met Sarah McLachlan) (4:02)
7. This Is Where I Belong (2:21)
8. Here I Am (4:32)
9. Sound the Bugle (3:54)
10. Run Free (6:21)
11. Homeland (Main Title) (3:41)
12. Rain (2:50)
13. The Long Road Back (7:11)
14. Nothing I've Ever Known (3:52)
15. I Will Always Return (Finale) (2:46)

## Prijzen en nominaties
Onder meer:
- Academy Awards: Beste animatiefilm (genomineerd)
- Golden Globes: Beste originele song "Here I Am" (genomineerd)